# Gothminister
Gothminister to norweski zespół muzyczny grający muzykę z pogranicza gothic metalu i industrialu.

## Historia
Gothminister został założony w 1999 roku przez Sandrę Jensen oraz Bjorna Alexandra Brema. Zespół nagrał od tego czasu sześć płyt, które odniosły duży sukces. Grupa wystąpiła na kilku dużych festiwalach, w tym:
- Wave Gotik Treffen,
- Dark Storm Festival,
- M'era Luna,
- Schattenreich Festival (występ dla ponad dziesięciotysięcznej publiczności).

W marcu 2005 roku mogliśmy oglądać Gothminister na dwóch koncertach w Polsce (poprzedzał występy zespołu Lacrimosa w Krakowie i Bydgoszczy).
14 lipca 2018 roku zespół gościł w Polsce w ramach festiwalu Castle Party w Bolkowie.
Zespół wziął udział w Melodi Grand Prix 2024, zajmując w konkursie 4. miejsce.

## Skład
- Bjorn Alexander Brem "Gothminister" - wokal
- Tom Kalstad "Halfface" - instrumenty klawiszowe
- Icarus - gitara elektryczna
- Bjorn Aadland "Machine" - gitara elektryczna
- Christian Svendsen "Chris Dead" - perkusja

## Byli członkowie zespołu
- Sandra Jensen "Dementia Narcissus" - wokal
- Andy Moxnes "Android" - instrumenty klawiszowe, gitara elektryczna

## Dyskografia

### Albumy i mini-albumy
- (2001) Angel Demo (Demo EP)
- (2003) Gothic Electronic Anthems
- (2005) Empire of Dark Salvation
- (2008) Happiness in Darkness
- (2011) Anima Inferna
- (2013) Utopia

### Single
- (2002) Angel
- (2002) Devil
- (2003) The Holy One
- (2005) Swallowed by the Earth